# シバタイヤ
シバタイヤ (SHIBATIRE) は、柴田自動車が販売するスポーツドライブ向けタイヤ、およびモータースポーツで使われるレーシングタイヤのブランド名称である。
企画・設計・販売・品質保証は柴田自動車で行われているが、中国のレイダンタイヤにて生産されている。

## 概要
いわゆるハイグリップラジアルと呼ばれる自社オリジナルブランドのタイヤを販売している。またラジアルコンパウンドを使用していることにより、国内メーカーの同種タイヤよりもかなり安い価格で提供可能を実現している。キャッチコピーは「あなたはもうシバタイヤをシバいたか？」

## 歴史
柴田自動車では、従業員兼サポートドライバーである蕎麦切広大とともにD1グランプリ等のドリフト大会専門レーシングチーム「SHIBATA」を運営している。ドリフト走行では練習走行含めてかなりの本数のタイヤを消費するため、当初は安いアジアンタイヤを大量購入しては消費するといった活動を行っていた。
そんな中、柴田自動車代表取締役兼チーム代表 柴田達寛は「買うぐらいなら自分達で作った方が安上がりなのでは」という考えに至り、2019年8月に開催された上海タイヤエキスポ2019に単身で商談を持ちかける。その際中国のタイヤメーカーであるレイダンタイヤとの業務提携を締結し、その後レイダンとの共同開発を経て2021年1月、タイヤブランド兼レイダンタイヤ代理店である「シバタイヤ」を設立。日本でのレイダンタイヤ代理店活動を行いつつ、主力製品として「シバタイヤ」の販売を行っている。
当初は、自分達がモータースポーツ活動をするために開発したタイヤであり、R31型スカイラインを筆頭とした自社レストア車両への取り付け以外では販売を行わなかったが、「顧客の要望に応えて活動する」という方針により、旧車・マイナー車オーナー用の他社では絶版サイズのタイヤや、ドリフトのみならずグリップやジムカーナ走行でも使用可能なタイヤを販売することとなり、現在では14種106サイズのタイヤをラインアップしている。